# Moscheea Centrală din Köln
Moscheea Centrală din Köln (în germană DITIB-Zentralmoschee Köln) este cea mai mare moschee din Germania, cu o capacitate de 1.200 de persoane.